# Sander Oostlander
Sander Oostlander (Heerjansdam, 25 november 1984) is een Nederlands voormalig wielrenner.

## Carrière
Oostlander begon in 2006 zijn carrière bij de continentale ploeg Löwik Meubelen. In zijn eerste jaar won hij een etappe (ploegentijdrit) in de PWZ Zuidenveld Tour. In het seizoen 2007, eindigde hij op een zesde plaats in de proloog van de Flèche du Sud, ook werd hij tiende in het eindklassement. Hij won de Duitse wedstrijd Rund um den Elm. Bovendien won hij de eerste etappe van de Grote Prijs van Gemenc en ook het eindklassement schreef hij op zijn naam.
In 2011 liet hij zich duidelijk zien in de Ronde van Normandië, met een vierde plaats in de proloog en ook eindigde hij zestiende in het algemeen klassement. In Olympia's Tour werd hij tiende in het eindklassement, in deze ronde eindigde hij ook derde in de proloog en zesde in etappe vijf. Deze prestaties leverden hem een stageplaats op bij de procontinentale wielerploeg Skil-Shimano.

## Overwinningen
2006
- 1e etappe PWZ Zuidenveld Tour (ploegentijdrit)

2007
- Rund um den Elm
- 1e etappe + Eindklassement Grote Prijs van Gemenc

2008
- Proloog Ronde van Roemenië

2011
- Ronde van Midden-Brabant

2012
- Rund um den Elm

2013
- Midden-Brabant Poort Omloop

Wielerploegen van Sander Oostlander
Bonnin ·
Chaigneau ·
Curvers ·
Damuseau ·
De Backer ·
Docker ·
Doi ·
Feng ·
Fröhlinger ·
Geniez ·
Geschke ·
Huguet ·
van Hummel ·
Hupond ·
Ji · 
Kittel ·
Kluge ·
de Kort ·
Reimer ·
Sprick ·
Timmer ·
Veelers · 
van Zandbeek · 

Ludvigsson (stagiair) ·
Oostlander (stagiair) · 
Ries (stagiair)